# در خانه (مجموعه تلویزیونی)
در خانه یک مجموعه تلویزیونی محصول سال ۱۳۶۵ به کارگردانی بیژن بیرنگ و مسعود رسام،  می‌باشد که از شبکه ۲ پخش شد.

## خلاصه داستان
داستان این سریال دربارهٔ ماجراهای روزمرهٔ زندگی سه پسربچه به نام‌های جواد، محسن و مرتضی است. خانوادهٔ جواد، در خانهٔ عزیز خانم (با بازی شهلا ریاحی) مستأجرند. محسن و پدرش آقای خورشیدی (با بازی اکبر عبدی) هم همسایهٔ دیوار به دیوارشان هستند. عزیز خانم یک طوطی سخنگو به نام فندق دارد. مرتضی پسرخالهٔ جواد، از شهرستان آمده تا مدتی با آن‌ها زندگی کند و شیطنت‌های این سه کودک و واکنش‌های بزرگترها، محور اصلی داستان‌های هر قسمت را تشکیل می‌دهد.

## بازیگران
- شهلا ریاحی در نقش «عزیز خانم»
- آرش محمودی در نقش «جواد»
- رؤیا افشار در نقش «مادر جواد»
- اسماعیل پوررضا در نقش «پدر جواد»
- بابک بادکوبه در نقش «محسن»
- اکبر عبدی در نقش «پدر محسن»
- محمد چراغعلی در نقش «مرتضی»
- اسماعیل محرابی
- ابوالفضل قاسمی
- عزیز هنرآموز[۱]